# 정저드
정저드(Meriones chengi)는 쥐과 메리오네스속에 속하는 설치류의 일종이다. 학명과 일반명은 중국 동물학 교수 정줘신(郑作新)의 이름에서 유래했다. 중국 신장 위구르 자치구 동부의 투루판 분지에서만 발견된다.